# Внутрішня капсула
Внутрішня капсула (лат. capsula interna) — структура в півкулях головного мозку, утворена білою речовиною, являє собою велике скупчення нервових волокон, що з'єднують кору великих півкуль з іншими структурами головного мозку, що мають більш глибоке розташування, та спинним мозком.
Анатомічно внутрішня капсула знаходиться всередині півкуль, по одну сторону від неї розташовані таламус і хвостате ядро, по іншу — бліда куля і лушпина. При горизонтальному розрізі внутрішня капсула має форму латинської літери «V». В ній розрізняють переднє і заднє стегно, коліно — місце з'єднання двох ніжок.

## Анатомія
В складі внутрішньої капсули проходять наступні провідні шляхи:

### Переднє стегно
- Лобово-мостовий шлях (tractus frontopontinus) волокна прямують від кори лобної долі до моста.
- Волокна передньої променистості таламуса (radiatio thalami anterior) сполучає медіальні і передні ядра таламуса з лобною долею.

### Коліно
- Кірково-ядерний шлях (tractus corticonuclearis) між корою і стовбуром головного мозку.

### Заднє стегно
В задній частині розрізняють три підвідділи:
- Таламо-сочевицеподібна частина:
  - Кірково-спинномозкові волокна (fibrae corticospinales) — сполучають кору і спинний мозок, ці волокна разом з становлять основу пірамідної системи.
  - Кірково-червоноядрові волокна (fibrae corticorubraales) — від кори до червоного ядра.
  - Кірково-сітчасті волокна (fibrae corticoreticulares) — від кори до сітчастої формації.
  - Кірково-таламічні волокна (fibrae corticothalamice) — від кори до таламуса.
  - Таламо-тім'яні волокна (fibrae thalamoparietalis) — висхідний шлях від таламуса до кори тім'яної долі.
  - Волокна центральної таламічної променистості (raditiones thalaminicae centrales) — сполучають ядра таламуса з перед- і зацентральною закруткою.
- Підсочевицеподібна частина:
  - Кірково-покрівельний волокна (fibrae corticotectales) — від кори до покрівлі середнього мозку.
  - Скронево-мостові волокна (fibrae temporopontinae) — від скроневої долі до моста.
  - Волокна слухової променистості (radiatio acustica) від медіальних колінчастих тіл (підкірковий центр слуху) до кори поперечних скроневих закруток (кірковий центр слуху).
  - Волокна зорової променистості (radiatio optica) — від латеральних колінчастих тіл (підкірковий центр зору) до шпорної борозни в потиличній долі (кірковий центр зору).
- Засочевицеподібна частина:
  - Зорова променистість (radiatio optica)
  - Задньої таламічної променистості (radiationes thalaminicae posterior).
  - Потилично-мостові волокна (fibrae occipitopontinae).
  - Потилично-покрівельні волокна (fibrae occipitotectales).

В складі внутрішньої капсули присутні включення сірої речовини, вони являють собою сполучення між і називаються хвостато-сочевицеподібними сірими мостами. Саме завдяки ним хвостате й сочевицеподібне ядро отримали свою назву смугасте тіло.
Сукупність провідних шляхів в великих півкулях утворюють променистий вінець (corona radiata).

## Кровопостачання
Кровопостачання внутрішньої капсули здійснюється за рахунок гілок передньої і середньої мозкової артерій.

## Значення у медицині
Провідні шляхи в складі внутрішньої капсули можуть пошкоджуватися при інсультах, об'ємних утвореннях та ін.